# 公主塔
公主塔（Princess Tower）是一座已建的摩天大樓，塔高414（1,358英尺），是目前世界上最高的住宅楼之一。
公主塔共有107層，包括6層地下車庫、1層大堂和100層住宅，建築總面積達 37,410平方米，共有七百六十三戶豪宅、957個車位與八間商店。該大樓已完工並於2012年9月開放。
公主塔在杜拜現為第三高摩天大樓，仅次于哈里發塔和瑪麗娜101，目前為世界上第27高摩天大樓，其高度為杜拜第一高樓哈里發塔828米的二分之一。

## 外部連結
- Tameer.net（页面存档备份，存于）